# Jaroslav Kulhavý
Jaroslav Kulhavý (né le 8 janvier 1985 à Ústí nad Orlicí) est un coureur cycliste tchèque. Spécialiste du cross country VTT, il est notamment champion olympique en 2012, vainqueur de la Coupe du monde 2011 et champion du monde 2011.

## Palmarès en VTT

### Jeux olympiques
- Athènes 2004
  - Abandon lors du cross-country
- Pékin 2008
  - 18e du cross-country
- Londres 2012

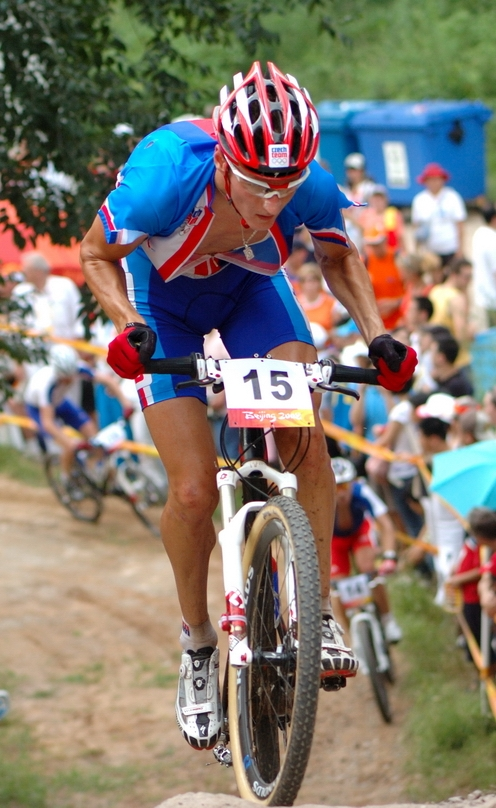
Jaroslav Kulhavý aux Jeux olympiques d'été de 2008.

  -  Champion olympique de cross-country
- Rio 2016
  -  Vice-champion olympique de cross-country

### Championnats du monde

#### Cross-country
- Lugano 2003
  -  Champion du monde de cross-country juniors
- Fort William 2007
  -  Médaillé de bronze du cross-country espoirs
- Canberra 2009
  - 8e du relais mixte
- Beaupré 2010
  -  Médaillé d'argent du cross-country
  -  Médaillé de bronze du relais mixte par équipes
- Champéry 2011
  -  Champion du monde de cross-country
- Lillehammer-Hafjell 2014
  -  Médaillé de bronze du relais mixte par équipes
- Nové Město 2016
  -  Médaillé d'argent du cross-country
  -  Médaillée d'argent du relais mixte par équipes
- Cairns 2017
  -  Médaillé d'argent du cross-country

#### Marathon
- Montebelluna 2011
  -  Médaillé d'argent du  VTT-Marathon
- Pietermaritzburg 2014
  -  Champion du monde de VTT-marathon

### Coupe du monde de cross-country
- 2010 : 3e du classement général (vainqueur à Windham)
- 2011 : 1er du classement général (vainqueur à Dalby Forest, Mont-Sainte-Anne, Windham, Nové Město et Val di Sole)
- 2012 : 3e du classement général
- 2013 : 4e du classement général, (vainqueur à Hafjell)
- 2014 : 30e du classement général
- 2015 : 3e du classement général (vainqueur à Nové Město et Lenzerheide)
- 2016 : 15e du classement général
- 2017 : 13e du classement général
- 2018 : 40e du classement général

### Championnats d'Europe
- Zurich 2002
  -  Médaillé d'argent du cross-country juniors
  -  Médaillé de bronze du relais mixte
- Graz 2003
  -  Champion d'Europe de cross-country juniors
- Cappadocia 2007
  -  Médaillé d'argent du cross-country espoirs
- Haifa 2010
  -  Champion d'Europe de cross-country
- Dohnany 2011
  -  Champion d'Europe de cross-country
- Limerick 2014
  -  Médaillé d'argent du cross-country marathon
- Chies d'Alpago 2015 
  -  Champion d'Europe de cross-country marathon
  -  Médaillé de bronze du relais mixte
- Jablonné v Podještědí 2022
  -  Médaillé de bronze du cross-country marathon

### Championnats nationaux
- Champion de République tchèque de cross-country en 2007, 2008, 2010, 2014, 2016, 2017 et 2018
- Champion de République tchèque de cross-country marathon en 2010

## Palmarès sur route
- 2016
  - 2e étape du Tour de Vysočina

## Palmarès en cyclo-cross
- 2009-2010
  - TOI TOI Cup, Louny
  - TOI TOI Cup, Uničov
- 2010-2011
  - Toi Toi Cup #7 - Mnichovo Hradiště, Mnichovo Hradiště
  - 3e du championnat de République tchèque de cyclo-cross

## Récompenses
- Cycliste tchèque de l'année : 2010, 2011, 2012 et 2016
- UEC Hall of Fame[1]